# 如月カレン
如月 カレン（きさらぎ カレン、1981年3月26日 - ）は、日本の元AV女優。

## 略歴
2004年、ミリオン（ケイ・エム・プロデュース）専属女優「ミリオンエンジェル」としてAVデビュー。
2004年12月15日、ケイ・エム・プロデュースの大忘年会で、小沢菜穂、桜朱音とともに「ミリオンガールズ2005」に選ばれた。
2005年、関連のセルメーカーであるレアル・ワークスの作品に出演。その後、プレミアム専属女優となり、アタッカーズとMOODYZの作品にも出演。
2006年、「もしも如月カレンが超高級ソープ嬢だったら」が、スカパー!アダルト放送大賞の作品賞（オリジナル番組大賞賞）に選ばれた。
2010年11月、『For you… 〜如月カレン、引退〜』の発売をもって引退。

## 出演作品

### アダルトビデオ

#### 2004年
- 美神 完全版（2月20日、ケイ・エム・プロデュース） ※デビュー作
- 如月カレンの成長を見守ろう! 完全版（3月19日、ケイ・エム・プロデュース）
- 完全撮りおろしスーパースター4時間SPECIAL（4月23日、ケイ・エム・プロデュース）オムニバス作品
- ミリオンスペシャル ベストフレンド2 完全版（4月30日、ケイ・エム・プロデュース）
- 4時間（5月21日、ケイ・エム・プロデュース）
- 淫欲屋敷の美幽霊 完全版（6月25日、ケイ・エム・プロデュース）
- ミリプロかくし芸大会 コンプリートBOX（6月25日、ケイ・エム・プロデュース） ※『淫欲屋敷の美幽霊』を含めた4作品のDVD-BOX
- 完全なるイカセ4時間 2004（7月30日、ケイ・エム・プロデュース）
- 先生は僕のもの 完全版（8月20日、ケイ・エム・プロデュース）
- もしも如月カレンが僕の彼女だったら… カレンと一緒にキャンプに行こうよ! 完全版（9月17日、ケイ・エム・プロデュース）
- カワイイコスプレ（10月29日、ケイ・エム・プロデュース）
- もしも如月カレンが超高級ソープ嬢だったら… 完全版（11月26日、ケイ・エム・プロデュース）
- もしも如月カレンが僕のペットだったら… 完全版（12月17日、ケイ・エム・プロデュース）

#### 2005年
- 痴女フルコース 完全版（1月28日、ケイ・エム・プロデュース）
- 私の愛したゴースト 完全版（2月25日、ケイ・エム・プロデュース）
- 4時間 2（3月18日、ケイ・エム・プロデュース）
- VERY BEST OF 如月カレン 完全版（4月22日、ケイ・エム・プロデュース） ※総集編、撮りおろしあり
- 完全撮りおろしスーパースター 4時間SPECIAL 2（4月22日、ケイ・エム・プロデュース）オムニバス作品
- 裏・如月カレン 完全版（4月29日、ケイ・エム・プロデュース）
- 痴漢物語 2 完全版（5月20日、ケイ・エム・プロデュース）
- 僕だけのアイドル 女子校生 完全版（6月17日、ケイ・エム・プロデュース）
- 完全なるイカセ4時間 2005（7月29日、ケイ・エム・プロデュース）
- ミリオンプレミアム ミリオンガールズ 2005 フルスロットル 完全版（8月19日、ケイ・エム・プロデュース）
- 超デジモ SPECIAL（9月23日、レアル・ワークス）※セルデビュー作
- VERY BEST OF 如月カレン 2 完全版（10月21日、ケイ・エム・プロデュース） ※総集編、撮りおろしあり
- 責め痴女 Special（10月21日、レアル・ワークス）
- 如月カレンと早坂ひとみのダブルドリーム スペシャル（11月18日、レアル・ワークス）
- VERY BEST OF 如月カレン 3 完全版（11月25日、ケイ・エム・プロデュース） ※総集編、撮りおろしあり
- カレンマニア（12月16日、レアルワークス）

#### 2006年
- レアル（1月20日、レアルワークス）
- 如月カレンが選ぶ気持ちよかった BEST SEX10 完全版（1月27日、ケイ・エム・プロデュース） ※総集編
- 超絶頂 オマンコ拷問ライブ4時間（2月17日、レアル・ワークス）
- カレンが奥さんになってあげる♥ （3月17日、レアル・ワークス）
- 猥褻フェラチオ（4月21日、レアル・ワークス）
- ミリオン・ドリーム 〜私立ミリ商の天使たち〜 （5月1日、ケイ・エム・プロデュース）※AV OPEN 2006エントリー作品
- 完全撮りおろしスーパースター 4時間SPECIAL 3（5月19日、ケイ・エム・プロデュース）オムニバス作品
- 僕のペット（6月16日、レアル・ワークス）
- 如月カレンと乃亜のダブルドリーム スペシャル（7月21日、レアル・ワークス）
- 超・超デジモ（8月18日、レアル・ワークス）
- 責め痴女ハーレム SPECIAL 完全版（8月18日、レアル・ワークス）
- ミリオン・ドリーム 〜私立ミリ商の天使たち〜 完全版（8月18日、ケイ・エム・プロデュース）
- メイド館（9月22日、レアル・ワークス）
- エクスタシー（10月20日、レアル・ワークス）
- 僕がペット（11月17日、レアル・ワークス）
- レアル 2（12月22日、レアル・ワークス）

#### 2007年
- ディープインパクト（1月7日、プレミアム）
- BEST 4時間（1月19日、レアル・ワークス） ※総集編
- 誘惑女教師 〜カレン先生のハレンチ授業〜（2月7日、プレミアム）
- カレンがサポート アナタのオナニータイム（3月7日、プレミアム）
- BEST 4時間 2（3月16日、レアル・ワークス） ※総集編
- 誘惑フライトアテンダント（4月7日、プレミアム）
- BEST 4時間 3（4月20日、レアル・ワークス） ※総集編
- サディスティック痴女医（5月7日、プレミアム）
- 愛蔵版 本人が選ぶ最高に気持ち良かった10のSEX（5月18日、レアル・ワークス） ※総集編
- オトナの変態幼稚園（6月7日、プレミアム）
- プレミアム・ビューティー（7月7日、プレミアム）
- PREMIUM STYLISH SOAP 〜プレミアムソープへようこそ!〜（8月7日、プレミアム）
- 義姉レイプ 〜愛する夫の目の前で犯されて〜（9月7日、プレミアム）
- プレミアデジタルモザイク Vol.30（10月7日、プレミアム）
- 痙攣、輪姦、絶頂ドラッグ。（11月7日、プレミアム）
- BEST 4時間（11月16日、レアル・ワークス）※総集編、撮りおろしあり
- BEST 4時間 2（11月16日、レアル・ワークス）※総集編、撮りおろしあり
- 6本番スペシャル×プレミアデジタルモザイク（12月7日、プレミアム）

#### 2008年
- 如月カレン、初放尿! 責めまくりオシッコ痴女（1月7日、プレミアム）
- ハーレム・オブ・アマゾネス（2008年2月7日、プレミアム）
- 麻薬潜入捜査官カレン ―失った愛情―（3月7日、アタッカーズ）
- お漏らし女教師、恥辱の放尿授業（4月7日、プレミアム）
- 女怪盗 女豹 7 懸けられた懸賞首（5月7日、アタッカーズ）
- 如月カレンの手コキ、淫語、誘惑痴女（6月7日、プレミアム）
- 如月カレン・崩壊（7月7日、プレミアム）
- 美人女教師レイプ 〜生徒の目の前で、教室内で犯されて〜（8月7日、プレミアム）
- お義姉さんの誘惑 〜淫らな兄嫁と、ひとつ屋根の下〜（9月7日、プレミアム）
- 禁断の愛欲 〜近親相姦〜（10月7日、プレミアム）
- お漏らし女教師、背徳の放尿授業 第二章（11月7日、プレミアム）
- 淫乱未亡人（12月7日　プレミアム）

#### 2009年
- 痴漢バス地獄 〜開かれた女唇〜（1月7日、プレミアム）
- 教えて!カレン先生!（2月7日、プレミアム）
- 如月カレン VS ギガンテスチンポ（3月7日、プレミアム）
- お義姉さんの誘惑 2 〜淫らな兄嫁と、ひとつ屋根の下で〜（4月7日、プレミアム）
- BEST8時間プレミアム（5月7日、プレミアム） ※総集編
- 夫の前で犯されて― 姑の深き嫉妬… （5月7日、アタッカーズ）
- 家庭教師の誘惑（6月7日、プレミアム）
- 我が社の従属受付嬢（7月7日、プレミアム）
- 如月カレンが100%彼女目線でアナタとHな同棲生活。（8月7日　プレミアム）
- 淫・女尻（9月7日　プレミアム）
- プミアム・ビューティー（10月7日、プレミアム）
- 超絶! 痴女V.I.P（11月7日、プレミアム）
- 女怪盗 女豹DX 3 完全ノーカット版（11月8日、アタッカーズ）
- エルドラド 〜放尿、潮吹きの泉〜（12月7日、プレミアム）

#### 2010年
- 癒され手コキと叱られ手コキ（1月7日、プレミアム）
- 女教師と女子高生 夢の二股生活（2月1日、MOODYZ）
- BEST 8時間プレミアム 02（2月7日、プレミアム） ※総集編
- 一妻多夫（3月1日、MOODYZ）
- 裏エルドラド 〜恥辱の放尿、潮吹き編〜（4月7日、プレミアム）
- 憧れのキス魔先生に犯された!（4月25日、美）
- ぶっかけ中出し輪姦100連発（5月25日、ダスッ!）
- 声を出すな。（6月13日、MOODYZ）
- 兄嫁いじり 〜義姉さんは性玩具〜（7月7日、プレミアム）
- あなた、許して…（8月7日、アタッカーズ）
- お漏らし女教師、先生は僕らの小便奴隷 最終章（9月7日、プレミアム）
- 美女とシーメール 如月カレンが衝撃初アナルフィスト（10月25日、オペラ）
- For you… 〜如月カレン、引退〜（11月7日、プレミアム）

### オリジナルビデオ
- 赤い手錠 死刑囚サオリ（2005年2月23日、ティー・エム・シー）
- 淫欲ゴースト 〜まぼろしの究極愛〜（2005年8月24日、ビーエムドットスリー）
- 爆裂パチンカー 〜確変直撃烈風〜（2007年1月10日、ネクスタシー）

### テレビ番組
- 誘惑のマーメイド #49 - #52 （MONDO21）
- Peach Pit 〜桃のたね〜 #34 （MONDO21）